# Жакино, Шарль-Клод
Шарль-Клод Жакино (фр. Charles-Claude Jacquinot; 3 августа 1772, Мелён, департамент Сена и Марна — 25 апреля 1848, Мец, департамент Мозель) — французский дивизионный генерал (с 26 октября 1813 года), барон (1808 год).

## В огне революционных войн
Родился в семье королевского сборщика податей. Связав свою жизнь с армией, поступил в военную школу в Пон-а-Муссон. 21 августа 1791 года, получив чин лейтенанта, был определён в 1-й батальон волонтёров департамента Мёрт. 
С 1792 по 1800 год Жакино воевал в составе практически всех армий революционной Франции, приобрёл бесценный боевой опыт и зарекомендовал себя в качестве храброго и способного офицера. В ходе неудачного для французов боя в ущелье Круа-о-Буа (14 сентября 1792 года) был ранен осколком артиллерийского снаряда. 6 ноября 1792 года доблестно сражался при Жемаппе. В начале 1793 года, решив сменить род войск, переходит из пехоты в кавалерию и уже 15 февраля назначается суб-лейтенантом в 1-й конно-егерский полк.
В 1795 году в чине лейтенанта состоял адъютантом при генерале де Бёрнонвиле. 15 мая 1800 года за проявленную отвагу капитан (с 5 октября 1796 года) Жакино был повышен до командира эскадрона прямо на поле битвы при Эрбахе. Возглавив 1-й конно-егерский полк (вместо отсутствовавшего полковника Монбрена), при содействии солдат 8-й и 48-й полубригады из дивизии Ришпанса, успешно атаковал тылы австрийской армии в битве при Гогенлиндене. Участвовал в стычках с отступавшим неприятелем при Шваненштадте и Фёклабрюке (18 декабря).

## Кавалерист Великой армии
После окончания боевых действий некоторое время нёс гарнизонную службу в Вердене (1801—1802 годы), а затем в лагере Брюгге (1803 года). Двадцать девятого октября 1803 года в звании майора переведён в 5-й конно-егерский полк. С 1804 по 1805 год числился во французской оккупационной армии Ганновера. В должности адъютанта генерала Дюрока (своего бывшего одноклассника по военной школе) участвовал в битве трёх императоров.
13 января 1806 года, став полковником, получил в командование 11-й конно-егерский полк, вместе с которым прошёл всю Прусскую кампанию, особенно отличившись в битве при Йене. Шассёры Жакино стремительной атакой опрокинули бригаду саксонской кавалерии, вступившую в бой с 8-м гусарским полком, обратили в бегство пехотную колонну неприятеля и захватили множество пленных и орудий.
Войну с Австрией Жакино встретил бригадным генералом (с 10 марта 1809 года). В битве при Абенсберге его конные егеря (1-й и 2-й полк) смяли и рассеяли по окрестным лесам пехоту из бригады генерала Тьерри, а также разбили драгун Левенера и гусар Отта. За храбрость, проявленную в сражении при Ваграме, Жакино был произведён в комманданы Ордена Почётного легиона. После окончательного разгрома австрийской армии и подписания Шёнбруннского мира некоторое время квартировал в Германии, а затем отбыл во Францию (23 июня 1810 года). В 1811 года занимал должность губернатора Кюстрина и Глогау.
Русскую кампанию 1812 года бригада Жакино (7-й гусарский и 9-й шеволежер-уланский) прошла в составе 1-й лёгкой кавалерийской дивизии Брюйера, отличившись под Островно (25 июля), Витебском (28 июля), Смоленском (17 августа) и Бородиным. В бою у Винково (18 октября) Жакино с отрядом в 50 человек атаковал превосходящие силы противника, чем спас окружённый казаками польский батальон от неминуемого плена.
Столь же отважно генерал воевал и в Германии в 1813 году. В сражении у Денневица (5 сентября), возглавив два эскадрона 5-го конно-егерского полка, он атаковал и рассеял шведскую пехоту, был тяжело ранен, но остался в строю. После форсирования Рейна союзниками, с тем же 5-м конно-егерским, при поддержке пехоты генерала Альбера, захватил в плен батальон русской пехоты и одно орудие в районе Зинцига.

## Кампания 1814 года. Ватерлоо. Последние годы службы
За доблесть, проявленную в ходе кампании 1814 года (у Бар-сюр-Оба и Сен-Дизье), Жакино удостоился похвалы маршала Мюрата и получил от него прозвище: «ежедневный храбрец» («le brave de tous les jours»). Вскоре после первого отречения Наполеона король направил генерала вести переговоры с австрийской стороной о обмене военнопленными. Блестяще справившись с поставленной задачей, Жакино добился расположения императора Франца II и был награждён орденом Леопольда.

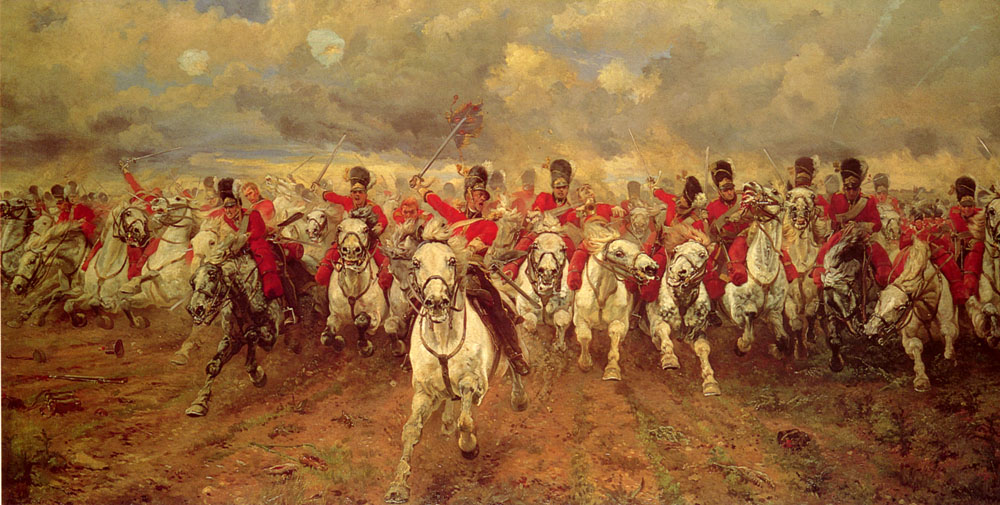
Атака «Шотландских Серых»

До возвращения Великого корсиканца с Эльбы в марте 1815 года генерал оставался не у дел. Заняв дворец Тюильри, Наполеон вновь призвал его под свои знамёна. В спешно формирующейся Северной армии Жакино, был назначен командиром 1-й кавалерийской дивизии, прикомандированной к I корпусу графа д’Эрлона.
В ходе знаменитой битвы при Ватерлоо именно его конники нанесли тяжёлое поражение союзной кавалерии лорда Аксбриджа. Британские драгуны, обратив в бегство французскую пехоту, наступавшую на плато Мон-Сен-Жан, устремились к вражеским орудиям, надеясь захватить их, или вывести из строя, но:

Подошедшие с правого фланга три полка 1-й кавалерийской дивизии Жакино (3-й конно-егерский полк 1-й бригады генерала Брюно, 3-й и 4-й шеволежерские полки 2-й бригады генерала Гобрехта) ударили сбоку на «Серых Шотландцев» и разбили их наголову. В этой фланговой контратаке замечательно показали себя шеволежеры-уланы 3-го и 4-го полков, которые своими пиками перекололи многих шотландских драгун. Среди тех, кого убили подобным образом, был и генерал-майор сэр Уильям Понсонби.— 
Людовик XVIII, вернувший себе престол после второго отречения Наполеона, сначала отправил Жакино в отставку, но вскоре вернул его на службу, назначив генерал-инспектором кавалерии (1816 год). С 1831 по 1834 год бравый офицер командовал кирасирами, дислоцированными в Люневиле, а затем — драгунами. В 1835 году возглавил 3-й военный округ в Меце. Отправлен в запас 28 августа 1836. 13 октября 1837 года был возведён в пэры Франции. C 1839 по 1848 год числился во втором отделе (резерве) Генерального штаба Франции.
«Ежедневный храбрец» Шарль-Клод Жакино скончался в Меце 25 апреля 1848 года. Его имя выгравировано на Триумфальной арке в Париже.

## Воинские звания
- Лейтенант (21 августа 1791 года);
- Младший лейтенант (15 февраля 1793 года);
- Лейтенант (12 сентября 1794 года);
- Капитан (6 октября 1796 года);
- Командир эскадрона (5 июня 1800 года);
- Майор (29 октября 1803 года);
- Полковник (13 января 1806 года);
- Бригадный генерал (10 марта 1809 года);
- Дивизионный генерал (26 октября 1813 года).

## Титулы

- Барон Жакино и Империи (фр. baron Jacquinot et de l'Empire; декрет от 19 марта 1808 года, патент подтверждён 26 октября 1808 года)[4].

## Награды
Легионер ордена Почётного легиона (25 марта 1804 года)
 Офицер ордена Почётного легиона (14 мая 1807 года)
 Коммандан ордена Почётного легиона (17 июля 1809 года)
 Великий офицер ордена Почётного легиона (23 августа 1814 года)
 Кавалер военного ордена Святого Людовика (1814 год)
 Командор австрийского ордена Леопольда (1814 год)
 Большой крест ордена Почётного легион (14 апреля 1844 года)